# Òptim de Pareto
L'òptim de Pareto o eficiència de Pareto és un concepte introduït per l'economista italià Vilfredo Pareto. Aquest concepte s'aplica a la teoria dels jocs i les ciències socials. En general, trobem situacions d'òptim de Pareto en problemes de presa de decisió amb diversos criteris (presa de decisió multicriteri) i en problemes d'optimització.
Des d'un punt de vista econòmic, es diu que una situació és òptim de Pareto (o Pareto-efficient) quan no és possible que ningú obtingui un guany superior sense que hi perdi algú altre.
Les situacions òptim de Pareto representen un primer punt d'equilibri en tota situació econòmica: en efecte, en una situació que no és òptim de Pareto hi ha almenys un actor que pot obtenir un guany superior sense que això perjudiqui ningú i, per tant, tendirà a obtenir aquest guany, ja que el pot obtenir sense haver de vèncer cap resistència per part dels altres, almenys a priori.
En general, es considera que tota situació que no sigui òptim de Pareto representa un ús incomplet dels recursos disponibles. En un entorn de presa de decisions, on es consideren diverses alternatives i per a cadascuna d'elles diverses avaluacions (diversos criteris), una situació és òptim de Pareto quan no és possible millorar cap avaluació sense empitjorar-ne d'altres.